# Geografia de les emocions

La geografia de les emocions és l'entrada a una nova etapa de l'estudi de la geografia enfocada a la subjectivitat i preocupada pel context social. D'aquesta manera, entrem en una temàtica on la percepció, els sentiments, i les emocions de l'individu, o de la col·lectivitat, en relació al seu entorn en prenen el total protagonisme.

## Història
Actualment tant en la disciplina geogràfica com en moltes altres disciplines de les ciències socials, s'està produint un interès per l'estudi de les emocions, enteses no només com un atribut individual sinó també com una construcció social. S'està duent a terme una defensa per la vinculació de les emocions tant en els llocs, en els espais públics i en el paisatge.
Davant del dubte de per què ara aquest interès per les emocions, és que, segons diversos pensadors, té a veure amb qüestions socials i acadèmiques, entre les quals és possible destacar: les noves tendències culturalistes dels estudis socials, és a dir s'està produint un canvi de paradigma on les estructures clàssiques materials i ideològiques per molts ja no funcionen.
Es discuteix també els valors socials dominants, la competència i l'individualisme. Probablement s'està produint una evolució sobre el pla cultural, social i fins i tot ètic. Aquest procés explica el re-sorgiment de les emocions no només en l'àmbit individual, també en l'àmbit social i en el col·lectiu. Podem dir també, que a hores d'ara hi ha una nova mirada més oberta, més curiosa i comprensiva en vers a aquest tema.
Tot i així també cal esmentar que l'estudi de les emocions ha estat un tema tractat de manera recurrent en la història del pensament en general, alguns exemples són "L'expressió de les emocions en els animals i en l'home” de Charles Robert Darwin (1872) i "Què és una emoció"? de William James (1884). Aquests són doncs els primers estudis de les emocions en utilitzar una metodologia científica. Però, en la geografia, no trobem res fins que arriba la geografia humanística dels anys 70 i 80 del s.XX, on els geògrafs humanistes, com Yi-Fu Tuan que centrava els seus estudis en la vinculació i les relacions que s'estableixen entre els éssers humans i els llocs; o David Lowenthal que a través de la geografia del comportament obria les portes a una geografia on l'element clau és determinar els processos cognitius implicats en la percepció d'un individu i la resposta i reacció en el seu entorn, i sobretot en el paisatge.
Es posa de manifest doncs, que la geografia com a disciplina compta amb una dimensió emocional, aquesta dimensió és el que pretenen desglossar les geografies emocionals tenint en compte els diferents atributs o conceptes implicats com ho és el sentit del lloc, l'entorn, el paisatge, la memòria individual o col·lectiva i la construcció social.
Es demostra així que interaccionem emocionalment i de forma contínua amb els llocs i els espais, els carreguem de sentits i emocions que ens transmeten i ens fan sentir com a individus. Sentim emocions específiques en diferents contextos geogràfics i emocionalment, vivim els llocs, i el territori. Hem de tenir consciència doncs, que no només són espais tangibles, materialitzats, sinó que també són construccions socials i culturals impregnades d'un fort contingut intangible. Si trobem aquesta vessant o reflexió més intangible que tangible en el món geogràfic és gràcies a la importància que s'ha donat al subjecte o a l'individu i la seva percepció, la seva vivència o interpretació del paisatge en els territoris. Es tracta doncs, d'aconseguir un coneixement o una visió més emocional, pretensiosa i "pluri-sensorial" per poder ser accessibles a tot el contingut intangible que se'ns presenten en els diferents contextos geogràfics i sobretot ens els paisatges. Es fa evident doncs, que dins aquesta nova geografia el lloc i el paisatge tenen una cabuda i un sentit important. No podem entendre la geografia de les emocions sense tractar la importància dels llocs i els paisatges en la dimensió tant individual com col·lectiva. Com citava el geògraf Yi-Fu Tuan "el lloc està definit per la perspectiva empírica que les persones tenen d'un espai. És a dir, les experiències de qui ocupen una àrea són qui fan que aquest lloc sigui significatiu per a ells i la seva interpretació pels altres". D'aquesta manera passem a analitzar el concepte de lloc i sentit del lloc.

## Lloc i sentit del lloc
El concepte de lloc, la singularitat de determinats llocs i les identitats basades en el lloc són conceptes que estan perdent el seu propi sentit a causa del context actual de globalització, de la creació de llocs impersonals, iguals a tot arreu, i irreconeixibles per als habitants dels propis llocs, i l'amenaça de la mancança de lloc. S'està produint doncs el que s'anomena la pèrdua de sentit del lloc tant a nivell individual com a nivell col·lectiu. I és que el lligam territorial és una atribut fonamental per desenvolupar una relació harmònica entre l'espai viscut i els grups humans. Així doncs, és ben cert que els llocs no són només uns punts de localització, sinó que a més són territoris amb grans significats, emocions i on els individus li donem un sentit. També cal citar, que la manera en què la gent s'identifica amb un lloc és molt diferent d'un individu a un altre. Per entendre bé aquest lligam entre llocs i emocions, és un gran exemple el geògraf Yi-Fu Tuan on a través del concepte "topofilia" es fa evident aquesta relació. La percepció té un paper important en la producció d'emocions. Les emocions són provocades, en un context relacional, amb persones; i també amb objectes i per consegüent, amb el lloc enyorat o qualsevol altre territori o espai. Ja siguin emocions positives o negatives. D'aquesta manera podem introduir el concepte topofilia, que no és res més que l'enllaç afectiu positiu que s'estableix entre les persones i el medi ambient que l'envolta. La reacció amb l'entorn pot ser principalment estètica i pot variar des de la satisfacció momentània que es té davant d'una vista, d'un lloc, o d'un paisatge, a la satisfacció més permanent del sentir que un té cap al lloc perquè és el nostre lloc, el lloc de les nostres memòries, o simplement el nostre lloc quotidià. Podem estar segurs, doncs, que el lloc o l'entorn s'han transformat en portadors d'esdeveniments de gran càrrega emocional, o que es perceben com un símbol. Tal com defineix Tuan, els llocs són localitzacions en les que les persones tenen una llarga memòria, enriquides amb les eternes impressions de la seva pròpia infància, al sentit comú de les generacions futures. Es pot dir que els enginyers poden crear llocs, però que el temps és necessària per crear llocs. Assistim doncs, a una revalorització del paper dels llocs en un context de globalització màxima, i un fort interès per entendre el territori. Per això, el paisatge també compta cada vegada amb un paper més important.

## Paisatge
En el context actual, en l'àmbit territorial trobem una degradació paisatgística que s'està produint en moltes zones del nostre territori, i està comportant la pèrdua de referents paisatgístics amb els quals la gent se sent identificada. Se'ns presenta doncs el que s'anomena "un conflicte de representació paisatgística", hi ha un gran salt entre les imatges més significatives i tradicionalment representatives dels nostres paisatges i el paisatge real. S'està produint una accelerada i intensa transformació dels nostres territoris, provocant no la desaparició de molts llocs, sinó l'aparició de llocs pocs significatius i identitaris. Hem de saber respondre a aquest procés generant nous paisatges amb els quals la societat pugui sentir-se identificada i puguin ser objecte de representació social.
El paisatge doncs, aconsegueix tenir una dualitat enriquidora, és una àrea, tal com la percep la població, on el seu caràcter és el resultat de la interacció de factors naturals i/o humans. És a gràcies a aquesta interacció que se'ns presenta darrerament, la qüestió del lligam entre els individus o una societat i el significat que atribueixen a un paisatge. Trobem que el paisatge està ple de llocs que representen l'experiència i les aspiracions de la gent; llocs que es converteixen en centres de significats, en símbols que expressen pensaments, idees i emocions. D'aquesta manera doncs, es posa en evidència que el paisatge ha estat i és un ingredient fonamental del sentit del lloc.
Podem dir doncs que el paisatge és una construcció social i cultural sempre lligat a un substrat material, físic. El paisatge és una realitat física i una representació cultural. Se'ns presenta doncs l'oportunitat de prendre consciència del paisatge per tal d'estendre una sensibilitat, una cultura cap al paisatge. Per molt subjectiu que pugui arribar a ser aquest tipus de temàtiques, és ben cert que a tothom li agrada poder gaudir de bons paisatges, de poder formar part d'ambients agradables, ja no només a la vista sinó que puguin arribar a tots els sentits, per això hem de prendre consciència del que significa la conservació i la integració del paisatge.

## Society for the Study of Emotion, Affect and Space
La societat per l'estudi de les emocions, afecta i espai va ser creada l'any 2002 arran de la primera conferència sobre geografies emocionals que es va dur a terme al Regne Unit. Aquesta Societat compta amb l'objectiu d'impulsar el debat interdisciplinari sobre la investigació de les interaccions emocionals entre les persones i els llocs. Aquests objectius estan acordats per fomentar les investigacions dels sentiments i els afectes en diferent contextos espacials i socials, ambients i paisatges. Les qüestions de l'emoció són rellevants per una varietat de disciplines en les humanitats i les ciències socials, com són l'antropologia, estudis culturals, filosofia, sociologia, política, historia, entre d'altres. Moltes d'aquestes disciplines estan representades entre els membres de la societat. La principal activitat dels membres és l'edició de la seva pròpia revista i organitzar i patrocinar les conferències de geografies emocionals.